# Edis Elkasević
Edis Elkasević (Prijedor, 18 febbraio 1983) è un allenatore di atletica leggera ed ex pesista croato, campione mondiale juniores nel 2002.

## Biografia
Conclusa prematuramente la carriera agonistica a causa di un grave infortunio al gomito, nel 2013 diventa allenatore della discobola croata Sandra Perković.

## Palmarès
| Anno | Manifestazione          | Sede     | Evento           | Risultato | Misura  | Note |
| ---- | ----------------------- | -------- | ---------------- | --------- | ------- | ---- |
| 2001 | Europei juniores        | Grosseto | Getto del peso   | 4º        | 17,83 m |      |
| 2001 | Europei juniores        | Grosseto | Lancio del disco | 6º        | 52,28 m |      |
| 2002 | Mondiali juniores       | Kingston | Getto del peso   | Oro       | 21,47 m |      |
| 2004 | Olimpiadi               | Atene    | Getto del peso   | 36º       | 18,44 m |      |
| 2005 | Giochi del Mediterraneo | Almería  | Getto del peso   | Oro       | 20,26 m |      |
| 2005 | Mondiali                | Helsinki | Getto del peso   | 26º       | 18,59 m |      |